# La Marne Motor Company
La Marne Motor Company, gelegentlich auch La Marne Motor Car Company, war ein US-amerikanischer Hersteller von Automobilen.

## Unternehmensgeschichte
Der Franzose François Richard, der vorher die Richard Automobile Manufacturing Company leitete, gründete 1919 das Unternehmen. Der Sitz war in Cleveland in Ohio. Er stellte bis Ende 1920 einige Automobile her, die als La Marne vermarktet wurden.
Außerdem fand eine Produktion bei der Anglo-American Motors in Kanada statt.

## Fahrzeuge
Im Angebot stand nur ein Modell. Ein Achtzylinder-Reihenmotor mit 85 PS Leistung trieb die Fahrzeuge an. Eine Quelle nennt 88,9 mm Bohrung, 127 mm Hub und 6306 cm³ Hubraum. Eine andere Quelle gibt 82,55 mm Bohrung, 139,7 mm Hub und 5981 cm³ Hubraum an. Der Neupreis betrug 1485 US-Dollar.